# Dras (Kargil)
Dras ist ein Ort im Distrikt Kargil im indischen Unionsterritorium Ladakh.
Er liegt am National Highway 1D. Der Ort wird auch „das Tor nach Ladakh“ genannt. Dras wurde im Sommer 1999 bekannt, als die pakistanische Armee in Jammu und Kashmir eindrang. Im Kargil-Krieg wurde der Ort regelmäßig unter Beschuss genommen. Am Ende des Krieges eroberte die indische Armee das Gebiet und den umliegenden Distrikt zurück.

## Geschichte
Dras (Shina: Humas دراس), „das Tor nach Ladakh“, liegt auf einer Höhe von 3230 m. Die umliegenden Berge erreichen Höhen zwischen 5000 m und 6000 m.
Das Tal von Dras beginnt am Fuß des Passes Zoji La. Die Einheimischen sind dafür bekannt, dass sie seit langem den Pass auch in schwierigen Wetterbedingungen, etwa im späten Herbst oder zeitigen Frühjahr, wenn es noch Schneestürme in der Region gibt, bewältigen. Sie transportieren Waren und helfen den Reisenden. In den Hochzeiten des transasiatischen Handels hatten sie ein Trägermonopol. Die Einwohner von Dras können als „die Wächter des Tors von Ladakh“ beschrieben werden.

## Geographie
Dras liegt auf einer Durchschnittshöhe von 3280 m, 56 km von Kargil im Zentrum des Tals, das seinen Namen trägt.

### Trekking
- Dras ist Ausgangspunkt für eine dreitägige Wanderung ins Tal des Suru entlang einer Bergkette, die beide Täler voneinander trennt. Der Weg führt über den 450 m hohen Pass Amba La.
- In zwei Tagen erreicht man Saliskot von Dras über den Laser La.

## Klima
Dras ist der kälteste Ort in Indien. Bedingt durch die Höhe herrscht ein sub-polares Klima. Die Winter sind kalt mit einer Durchschnittstiefsttemperatur von −22 °C, aber bis hinunter auf −45 °C in der Mitte des Winters. Der Winter beginnt Mitte Oktober und endet Mitte Mai. Der Sommer beginnt im Juni und dauert bis in den frühen September. Der Sommer hat eine Durchschnittstemperatur von 15 °C und wenig Niederschlag. Die Niederschläge fallen fast alle in den Monaten von Dezember bis Mai, wo Dras Niederschlag in der Form von Schnee erhält.
Der durchschnittliche Jahresniederschlag beträgt 470 mm.
|                       | Jan   | Feb   | Mär  | Apr  | Mai  | Jun  | Jul  | Aug  | Sep  | Okt  | Nov  | Dez   |   |      |
| Mittl. Tagesmax. (°C) | −12,4 | −10,5 | −5,4 | 3,1  | 13,3 | 18,1 | 22,2 | 22,2 | 18,4 | 11,5 | 2,4  | −7,2  | ⌀ | 6,4  |
| Mittl. Tagesmin. (°C) | −17,0 | −16,2 | −9,7 | −1,5 | 4,1  | 7,9  | 12,2 | 12,2 | 7,8  | 1,0  | −5,3 | −12,0 | ⌀ | −1,3 |
|                       |       |       |      |      |      |      |      |      |      |      |      |       |   |      |
| Niederschlag (mm)     | 54    | 56    | 84   | 62   | 51   | 20   | 27   | 32   | 29   | 18   | 12   | 25    | Σ | 470  |

| −17,0 |

| −16,2 |

| −9,7 |

| −1,5 |

| 4,1 |

| 7,9 |

| 12,2 |

| 12,2 |

| 7,8 |

| 1,0 |

| −5,3 |

| −12,0 |

| −17,0 |

| −16,2 |

| −9,7 |

| −1,5 |

| 4,1 |

| 7,9 |

| 12,2 |

| 12,2 |

| 7,8 |

| 1,0 |

| −5,3 |

| −12,0 |

## Bevölkerung
Die Einwohner von Dras sind Dard, von denen man annimmt, dass sie aus Zentralasien nach Ladakh eingewandert sind. Sie sprechen Shina, eine dardische Sprache. Die meisten Einwohner von Dras sind Muslime, es gibt wenige Buddhisten. Die Bevölkerung besteht zu 64 % aus Männern und zu 36 % aus Frauen. Es gibt insgesamt 1201 Einwohner in Dras.

## Sonstiges
- Das Dras War Memorial, auch als Kargil War Memorial bekannt, liegt 7 km von Dras